# Отіс-Орчердс (Вашингтон)
Отіс-Орчердс (англ. Otis Orchards-East Farms) — переписна місцевість (CDP) в США, в окрузі Спокен штату Вашингтон. Населення — 6299 осіб (2020).

## Географія
Отіс-Орчердс розташований за координатами 47°42′18″ пн. ш. 117°5′7″ зх. д. / 47.70500° пн. ш. 117.08528° зх. д. (47.704932, -117.085150).  За даними Бюро перепису населення США в 2010 році переписна місцевість мала площу 21,12 км², з яких 20,82 км² — суходіл та 0,31 км² — водойми.

## Демографія
Згідно з переписом 2010 року, у переписній місцевості мешкало 6220 осіб у 2247 домогосподарствах у складі 1760 родин. Густота населення становила 294 особи/км².  Було 2331 помешкання (110/км²).
Расовий склад населення:
| - 93,2 % — білих - 1,3 % — корінних американців - 1,2 % — азіатів - 0,3 % — чорних або афроамериканців - 0,1 % — вихідців з тихоокеанських островів |

До двох чи більше рас належало 3,1 %. Частка іспаномовних становила 3,6 % від усіх жителів.
За віковим діапазоном населення розподілялося таким чином: 24,4 % — особи молодші 18 років, 64,5 % — особи у віці 18—64 років, 11,1 % — особи у віці 65 років та старші. Медіана віку мешканця становила 41,8 року. На 100 осіб жіночої статі у переписній місцевості припадало 102,4 чоловіків;  на 100 жінок у віці від 18 років та старших — 100,3 чоловіків також старших 18 років.
Середній дохід на одне домашнє господарство  становив 66 239 доларів США (медіана — 60 682), а середній дохід на одну сім'ю — 73 821 долар (медіана — 72 132). Медіана доходів становила 49 120 доларів для чоловіків та 31 708 доларів для жінок. За межею бідності перебувало 11,4 % осіб, у тому числі 7,9 % дітей у віці до 18 років та 13,2 % осіб у віці 65 років та старших.
Цивільне працевлаштоване населення становило 2977 осіб. Основні галузі зайнятості: освіта, охорона здоров'я та соціальна допомога — 26,1 %, роздрібна торгівля — 14,8 %, виробництво — 10,6 %, будівництво — 9,0 %.